# أنيتا يوان
أنيتا يوان (بالصينية: 袁詠儀) (و. 1971 – م) هي ممثلة، وعارضة، ومتسابقة ملكة الجمال، من جمهورية الصين الشعبية، ولدت في هونغ كونغ.

## وصلات خارجية
- أنيتا يوان على موقع IMDb (الإنجليزية)
- أنيتا يوان على موقع ألو سيني (الفرنسية)
- أنيتا يوان على موقع ميوزك برينز (الإنجليزية)
- أنيتا يوان على موقع قاعدة بيانات الفيلم (الإنجليزية)
- أنيتا يوان على موقع كينوبويسك (الروسية)